# 初市戦士タワライガー
初市戦士タワライガー（はついちせんしタワライガー）は福島県会津坂下町を中心に活動するご当地ヒーロー（ローカルヒーロー）。

## 概要
福島県会津坂下町のＰＲ活動の目的に2014年11月に誕生した。会津坂下町で毎年1月14日に開催される、奇祭大俵引きで使用される大俵をモチーフとするご当地ヒーロー。
当初は非公認で、タワライガー個人でのボランティア活動がメインであったが、地元や近隣市町村の有志の協力によりヒーローショーを行えるまで活動範囲が広がる。2016年には会津坂下町から認定証を頂き、タワライガーは正式な
「会津坂下町公認ヒーロー」となる。主な活動は、地元のイベントを中心にオリジナルストーリーでのキャラクターショーやグリーティング活動を中心に活動している。

## ストーリー
…福島県は会津坂下町。山々に囲まれた、自然豊かな場所である。しかし、そんな平和な町に突如異変が起きた。会津盆地に生息していたという伝説の二匹の悪妖怪手長足長が大きな地震と共に復活した。
しかし、手長足長は復活したばかりで妖気が足りず体の自由が効かない。完全復活を遂げるため、稲の害虫であるセジロウンカの怪人「ダークウンカ伯爵」を生み出し妖気を集めさせ、手長足長自身の復活と
会津坂下町の征服を目論む。そんなある日、坂下町公民館に展示されている大俵が輝き出し、中から一体の精霊が出現する。それは、大俵引きの手綱を握った町民達の「毎年の豊作・平和を願う想い」が込められ誕生した
正義の魂を持つ精霊「初市戦士タワライガー」だったのである。町民を昼夜恐怖に陥れていたダークウンカ伯爵率いる悪の軍団「カメガモリ・クラスター」の行動を重く見たタワライガーは、自身の最大の武器
「軍配ブレード」を手にカメガモリ・クラスター征伐に動き出した。果たしてタワライガーは、会津坂下町に平和をもたらす事が出来るのであろうか…

## 登場人物キャラクター

### 初市戦士タワライガー
会津坂下町（あいづばんげまち）公認のご当地ヒーロー。大俵に宿った精霊。地元民である坂下良一（さかしたりょういち）が作ったヒーローフィギュアに自ら憑依し実体化したこの体で
悪の組織カメガモリクラスターの怪人に立ち向かう。
- 超パワー

人間には発揮されないが、悪人を前にすると大の大人1000人分の力を発揮する事が出来る。
- 大俵シールド

左腕に装備する、籠手型の盾。どんな攻撃でも跳ね返す事が出来る。また先端には爪が付いており、攻撃としても使用可能。
- 軍配ブレード

大俵引きに用いられる軍配をモチーフにした剣型の武器。幅が広い為、攻撃の他に盾として使用可能。
悪しき心を一刀両断する、タワライガー渾身の必殺技「大俵ダイナミック」や無数の敵を吹き飛ばす「大俵トルネード」を繰り出す事ができる。

### 坂下良一（さかしたりょういち）
会津坂下町に住む26歳の青年。趣味はフィギュア製作。ある日、自分の力作である「ブルーマン」と命名したオリジナルのヒーローフィギュアを友人宅に見せに行く途中、ニシャラー達に襲われる。
その直後、「タワライガー」として実体化した自分のフィギュアに助けられた。自分の地元である会津坂下町を救う為にタワライガーと共にカメガモリ・クラスターに戦いを挑むようになる。（共闘はしない。彼はあくまで武器開発係である。）
- 好きなものは馬刺しと、会津坂下町出身の漫画家、髙橋ヒロシ氏の作品「クローズ」。

### 謎の戦士ライヴァン
この町の出身で元科学者。本名「杉本一」。カメガモリクラスターの首領「手長足長」に科学力を見込まれ、その誘いを断った事で愛する妻と娘を植物状態にされてしまう。
「人体覚醒装置」を取り入れたアーマーを身に付け、怪人をなぎ倒す復讐の鬼と化す。「エピソード・オブ・ライヴァン」では、最終決戦で「マドウ伯爵」を見事撃退する。
- 妖刀「タチキ」

左腕の籠手に妖刀タチキを装着し、敵めがけ切り裂く技「ライヴァンスラッシュ」が強力。妖刀は取り外し、籠手に収納出来る。
- 籠手型アーマー「センジュ」

左腕に装備。妖刀「タチキ」が収納されている。
- 改造散弾銃

自身の科学力で改造した超強力な威力を誇る散弾銃。

### 伝説の妖怪手長足長
その昔、病悩山（びょうのうざん、やもうさん、わずらわしやま。会津磐梯山の古名）の頂上に住み着き、会津の地に災いをもたらし、その地を偶然訪れた弘法大師によって封印された伝説の妖怪。完全復活と会津征服を再び目論む。

### 怪人ダークウンカ伯爵
カメガモリクラスターの怪人達を開発し率いる科学者。元々は稲の害虫であるセジロウンカだったが首領である「手長足長」によって怪人化にされ、総帥として組織を任されている。
頭脳と戦術を駆使し戦う事を得意としている。必殺技「邪心砲」の威力は絶大。「エピソード・オブ・ライヴァン」での称号は「男爵」。
- 邪気ステッキ

ステッキの先から出る波動砲「邪心砲」を喰らった者は身心共に大ダメージを受ける。

### ニシャラー
害鳥であるムクドリが、ダークウンカ伯爵の手によって怪人化された戦闘員ニシャラー。伯爵を崇拝しており、大好物のリンゴを見せられると何でも言うことを聞いてしまうとか。
怪人だが、ちょっと憎めない奴。
- カメムシールド

ニシャラー専用の武器であり、どんな攻撃も弾く盾として使用する。盾の中には神経ガス放出装置や剣が装備されている。

### ウルカス
ダークウンカ伯爵の手により造られた、稲の害虫ゾウムシの怪人。 特徴は強靭なパワーと厚い装甲。 そのパワーはタワライガーをピンチに追いやった程。 会津米の磨ぎ汁と田園風景が大好き。 意外とお茶目な所もあったりなかったり。実はウルカスの装甲は、カメガモリクラスター四幹部の一人で元科学者の「ジン」が作り出した「怪人用人体覚醒装置」であったことが、後の「エピソード・オブ・ライヴァンⅡ」で語られる。

## エピソード・オブ・ライヴァン
2018年8月5日、会津坂下町で開催された「ばんげ夏まつり」にて披露された「謎の戦士ライヴァン」が主人公のヒーローショーである。

## 登場人物キャラクター

### 怪人マドウ伯爵
昆虫のカマドウマの化身。悪の組織カメガモリクラスターの総帥で、自らの権力や立場を利用した嫌がらせが多いことから、部下のダークウンカ男爵やニシャラーからは「便所コオロギ」と陰で呼ばれている。
ライヴァンとの最終決戦にて敗れ、邪気ステッキとマントをダークウンカ男爵に奪われる。

## エピソード・オブ・ライヴァンⅡ〜四幹部の一人、ジン現る！〜
2024年8月4日、会津坂下町で開催された「ばんげ夏まつり」にて披露された。過去のタワライガーショーでは最長時間を更新した。

## 登場人物キャラクター

### ジン
カメガモリ・クラスター四幹部の一人。稲の害鳥である、雀をモチーフにした戦士。階級は子爵。過去の怪人達に比べ、残虐性と高い戦闘能力を有している事をタワライガーに見抜かれる程の実力を持っている。
本名「丸石飛露喜」。実は「謎の戦士ライヴァン」こと「杉本一」と苦楽を共にした、研究所時代の元同僚で科学者。かつては杉本と共に「人体覚醒装置」の開発を行い、人々の為に役立とうと研究を共にしてきたが、杉本の才能を認めつつも、心の奥深くではその才能に嫉妬していた。後に研究所から杉本と共に人体覚醒装置の研究資料が豁然と消えた事が引き金となり絶望。その嫉妬心と絶望に目を付けた伝説の妖怪「手長足長」が丸石の前に出現し、手長足長と悪の契約を結ぶ。そして残された記憶を頼りに「怪人用人体覚醒装置」を開発し杉本への復讐を誓う。

## 各種設定
- キャラクター名の由来

会津坂下町内にある場所や観光スポット、物産品や会津弁から引用している。